# Loukhovitsy
Loukhovitsy (en russe : Луховицы) est une ville de l'oblast de Moscou, en Russie, et le centre administratif du raïon Loukhovitski. Sa population s'élevait à 29 737 habitants en 2014.

## Géographie
Loukhovitsy est arrosée par la rivière Oka et se trouve à 124 km au sud-est de Moscou et à 19 km au sud-est de Kolomna.

## Histoire
La première mention de Loukhovitsy remonte à 1594 : c'était alors la votchina d'un archevêque de Riazan appelée Gloukhovitchi (Глуховичи). La localité s'appela Loukhovitchi (Луховичи) jusqu'au milieu des années 1920, puis Loukhovitsy, qui a le statut de ville depuis 1957.
Le village de Dedinovo (en), située à environ 11 km au nord de Loukhovitsy, était connu comme l'un des plus grands centres de construction navale fluviale de Russie au XVIIe siècle. Un des premiers navires militaires russes, la frégate Orel, y a été construit en 1669.
La ville est desservie par l'aéroport de Loukhovitsy Tretiakovo.

## Divers
Loukhovitsy est célèbre pour la culture de concombres : il y a un monument au concombre dans la ville.

## Population
Recensements (*) ou estimations de la population
| 1861  | 1897* | 1959*  | 1970*  | 1979*  |
| ----- | ----- | ------ | ------ | ------ |
| 1 300 | 1 700 | 12 656 | 18 116 | 27 703 |

| 1989*  | 2002*  | 2010*  | 2013   | 2014   |
| ------ | ------ | ------ | ------ | ------ |
| 32 501 | 32 403 | 29 850 | 29 762 | 29 737 |